# Conservatorio Antonio Vivaldi
Il Conservatorio Antonio Vivaldi è un istituto di alta formazione artistica, musicale e coreutica fondato ad Alessandria nel 1858 e intitolato alla memoria di Antonio Vivaldi.

## Storia
XIX secolo
Il 30 dicembre 1858, mediante il supporto dell'amministrazione comunale dell'epoca nacque una scuola di musica gratuita. L'intenzione fu di creare una scuola di musica completa e formare nuovi musicisti per l'orchestra del teatro. Le prime scuole aperte furono quelle di violino e violoncello. Intorno al 1880 la scuola fu ingrandita grazie ad un lascito dell'Opera pia Scolia.
Il 16 novembre 1892 il consiglio comunale fissò un regolamento in 58 articoli e per regio decreto ente morale il nome fu cambiato in "scuola di musica e canto corale". La scuola impartiva i seguenti insegnamenti: armonia e contrappunto, canto corale, musica da camera, storia della musica, teoria e solfeggio, viola, violino, violoncello e contrabbasso.
XX secolo
Il 4 aprile 1928 si trasforma in civico liceo musicale e nel 1955 viene trasferito in un'ala del palazzo Cuttica di Cassine, mentre dall'anno scolastico 1969-1970, divenne un conservatorio statale con annessa scuola media.
XXI secolo
nel 2002 il conservatorio tornò nella sede storica, restaurata e riqualificata, di palazzo Cuttica di Cassine disponendo di oltre tremila metri quadrati.
Cronologia

## Struttura
Il conservatorio è strutturato nei seguenti dipartimenti:
- Canto e teatro musicale
- Didattica della musica
- Nuove tecnologie e linguaggi musicali
- Strumenti ad arco e a corda
- Strumenti a fiato
- Strumenti a tastiera e a percussione
- Teoria e analisi, composizione e direzione

## Biblioteca
La biblioteca, dedicata a Carlo Mosso, fu istituita nel 1941 quando, all'epoca ancora liceo musicale, venne riconosciuto il pareggiamento e l'intitolazione ad Antonio Vivaldi. In origine il primo fondo era costituito da materiale pratico del vecchio liceo. Durante la seconda guerra mondiale la biblioteca civica di Alessandria donò alla biblioteca del liceo musicale, riconoscendogli il ruolo di civica biblioteca musicale, alcune partiture d'opera e parodie di opere, riduzioni per canto e piano, pot-pourri in edizioni dei secoli XVIII e XIX.

## Museo
Il 2 dicembre 2010 è stato inaugurato il museo dedicato a Pietro Abbà-Cornaglia. Per espressa volontà degli eredi tutto il materiale della sua produzione musicale è conservato nel fondo a lui intitolato presso la sala "Censi", accanto alla biblioteca del conservatorio.

## Sale da concerto

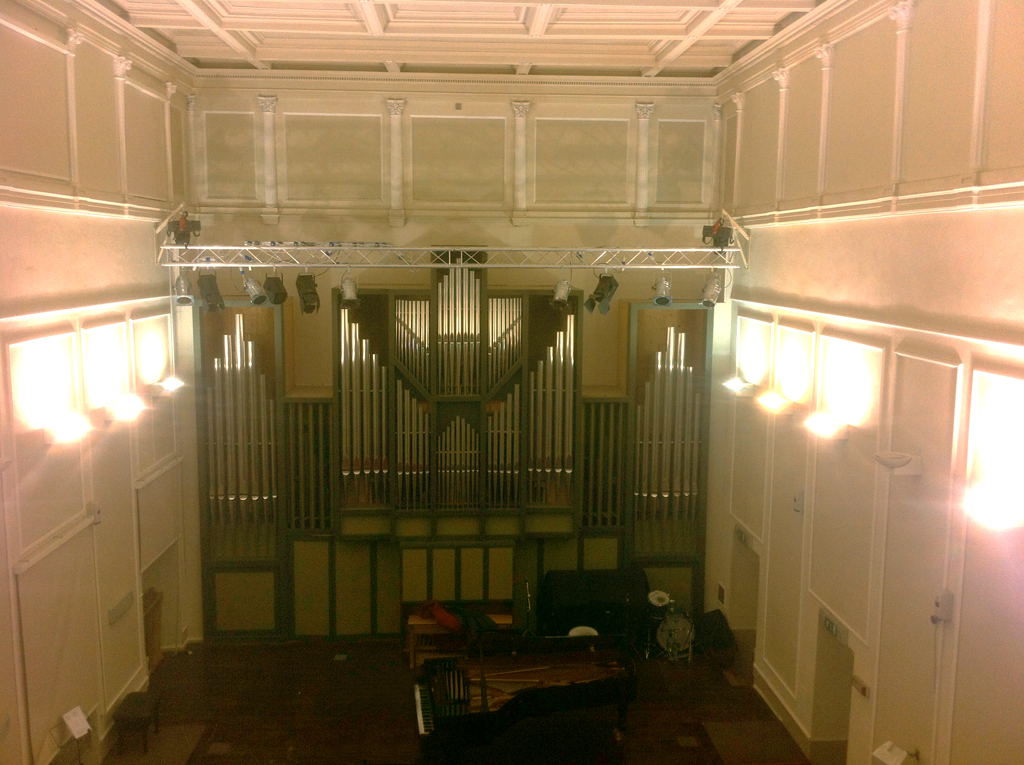
L'organo Pinchi all'interno dell'auditorium "Michele Pittaluga"

- Sala Abbà-Cornaglia da cinquanta posti
- Auditorium Michele Pittaluga da centoventi posti. Al suo interno è stato installato un organo a canne da concerto costruito dalla fabbrica artigiana di organi Pinchi di Foligno. Si tratta di uno strumento a trasmissione meccanica per le tre tastiere di sessantuno note (C-c) ciascuna e trasmissione a leva per la pedaliera di trentadue note (C-g.). La trasmissione per i registri è elettrica.

## Galleria d'immagini

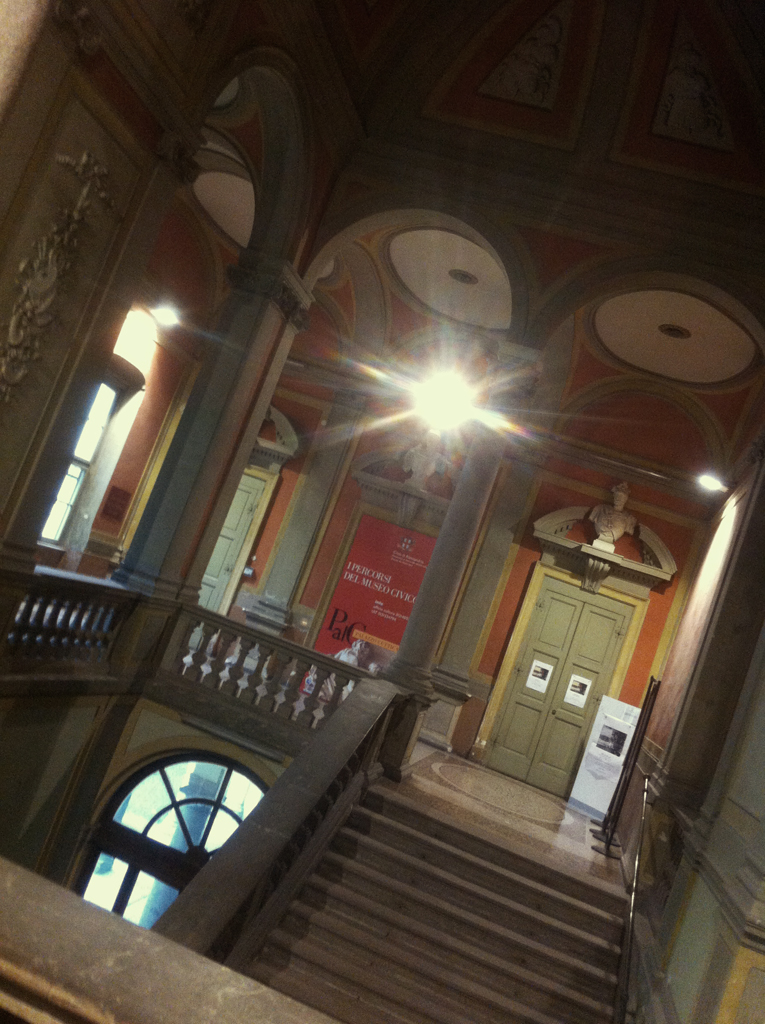
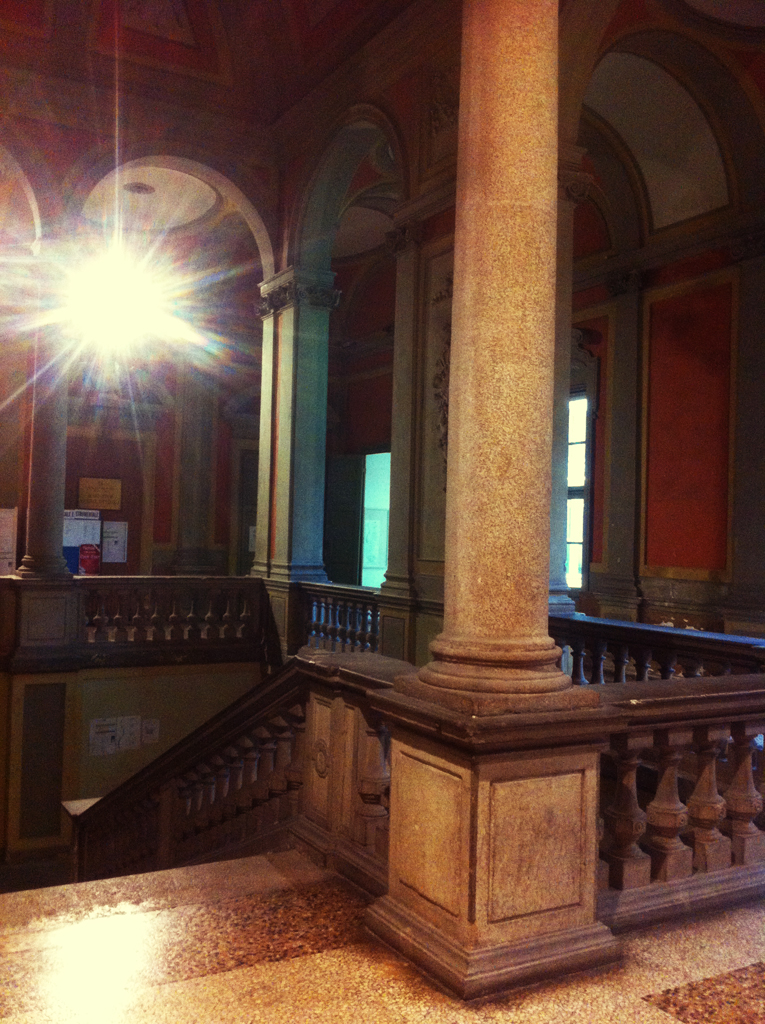

## Direttori
- Felice Quaranta (1969-1975)
- Carlo Mosso (1976-1985)
- Renato Falavigna (1986-1989)
- Federico Ermirio (1990-2011)
- Angela Colombo (2012-2017)
- Giovanni Gioanola (2017-2023)
- Marco Santi (2023-in corso)